# 第53届国际足联大会
第53届国际足联大会是2002年5月举办于韩国首尔的国际足联大会。本次国际足联大会主要选举了新一任国际足联主席，前任主席塞普·布拉特以139:56的票数击败对手伊萨·哈雅托获得了连任资格。

## 大会内容
第53届国际足联大会主要选举了新一任的国际足联主席。本次国际足联主席选举共有两位候选人，分别为来自瑞士的前任国际足联主席塞普·布拉特和来自喀麦隆的非洲足球联合会主席伊萨·哈雅托。2002年5月28日，通过国际足联成员国的投票选举，塞普·布拉特以139:56的票数击败对手伊萨·哈雅托获得连任资格，这也是塞普·布拉特生涯中第一次获得国际足联主席的连任资格。

### 投票结果
| 第53届国际足联大会 2002年5月28日 – 韩国首尔 |      |      |
| 候选人                                      | 票数 | 结果 |
| 塞普·布拉特                                 | 139  | 当选 |
| 伊萨·哈雅托                                 | 56   | 落选 |

## 争议
在本次大会新主席选举投票前，原本候选人伊萨·哈雅托预定与国际足联副主席戴维·威尔一起进行一场问答会，但另一候选人，即哈雅托的对手塞普·布拉特不允许哈雅托进行这场问答会。国际足联代表们对布拉特的行为表示不满，塞普·布拉特与伊萨·哈雅托发生了口头上的冲突，而国际足联副主席戴维·威尔则被记者描述为“愤怒地颤抖着”经历了这段过程。
和上次同样选举出国际足联新主席的第51届国际足联大会一样，在国际足联执行委员会的11名成员针对布拉特受贿案提起刑事申诉后，这场大会被认为充满了欺诈和腐败。